# 心靈投手
《心靈投手》（英語：The Rookie）是一部2002年上映的美國電影，改編自真人真事，由約翰·李·漢考克導演所執導。

## 故事大綱
吉姆·莫瑞斯從小就喜歡棒球。但因為身為海軍軍官的父親阻撓之下，以及居住在只熱衷美式足球的德州一個小鎮，吉姆只能放棄自己的夢想，乖巧的唸書、結婚、生子，並且在小鎮上的中學擔任自然科學的教師一職。
但是吉姆卻在學校裡組織了一支棒球隊，並且擔任指導教練的工作。35歲那年與棒球隊的學生有個打賭，只要他們能打進州際杯的比賽，吉姆必須參加當年大聯盟的選秀賽。
最後吉姆以35歲的高齡入選了大聯盟三十年來最老的「菜鳥投手」。

## 主角簡介
- 1964年，吉姆·莫瑞斯（英语：Jim Morris）生於美國德州的Brownwood，左投左打。
- 1983年，進密爾瓦基釀酒人隊，但因手肘傷及肩傷，只打到小聯盟的1A。
- 1989年，因傷離開球場，到高中任職理化老師、棒球校隊的教練。
- 1999年9月，參加坦帕灣魔鬼魚測試，同年升上大聯盟，擁有98英里左右的速球，擔任救援投手。(繼1970年雙城隊的Minnie Mendoza以36歲登上大聯盟之後，成為大聯盟最年長的新人。)
- 2000年6月，動肩膀手術後使得整季報銷，季後被坦帕灣魔鬼魚釋出。
- 2001年，以非名單受邀身份參加洛杉磯道奇春訓。但因左肩膀肌腱炎及年紀因素，決定退休。
- 1999年、2000年，兩年的大聯盟成績，共出賽21場，戰績0勝0敗0救援，共投15局，有13次三振、9次四死球，自責分率4.80，被擊出12支安打，以及2支全壘打。